# Ponta Temerosa
Ponta Temerosa är en udde i Kap Verde.   Den ligger i kommunen Praia, i den södra delen av landet, 4 km söder om huvudstaden Praia.
Terrängen inåt land är platt åt nordost, men åt nordväst är den kuperad. Havet är nära Ponta Temerosa söderut. Närmaste större samhälle är Praia, 3,5 km norr om Ponta Temerosa. 